# 山岸尚家
山岸 尚家（やまぎし なおいえ）は、安土桃山時代から江戸時代前期にかけての武将。上杉氏の家臣。

## 略歴
上杉景勝配下の上田衆出身。深沢尚重の次男として誕生。
文禄元年（1592年）黒滝城主・山岸右衛門が朝鮮出兵中に没した際、右衛門の子・忠兵衛がまだ幼かったのでその家督を継いだ。なお忠兵衛は後に母方の叔父にあたる山岸民部の跡を継いでいる。
「御家中諸士略系譜」によれば、文禄3年（1594年）従五位下に叙されたという。「文禄三年定納員数目録」では、黒滝城主・2277石とされ、会津時代は5500石を知行した。慶長3年（1598年）8月、景勝の命により、岩井信能・広居忠家と共に上杉謙信の遺骸を会津に移葬した。
米沢移封後は1833石を知行し、御側勤として景勝に近侍した。慶長17年（1612年）には、直江兼続・安田能元・岩井信能・水原親憲・平林正恒ら重臣と共に十七箇条の家中法度を制定している。慶長19年（1614年）大坂冬の陣に従軍、元和3年（1617年）の景勝の上洛にも供奉した。元和9年（1623年）の景勝死後、その子・定勝にも引き続き仕え、江戸留守居役に抜擢されている。
寛永元年（1624年）に長男・山三郎が命に背いて出奔したために定勝の勘気を被って改易となり、亀岡巖藏山西来院に蟄居した。家督は次男の家久が継いでいる。

## テレビドラマ
- 天地人（2009年、NHK大河ドラマ、深沢弥七郎→山岸尚家：松本実）